# 松山連合会 (極東会)
松山連合会（まつやまれんごうかい）は東京都新宿区歌舞伎町に本部を置く的屋系暴力団で、指定暴力団・極東会の2次団体。

## 歴史
旧組織名は「眞誠会」、複数の一家の連合体であり、現在の極東会の中核団体である。

## 最高幹部
- 会長 - 宮田克彦（極東会理事長）
- 会長代行 - 棚本清己（極東会総本部長・二代目真誠会総長）
- 理事長 - 高橋貴王（三代目眞一家総長）
- 本部長 - 松岡和慶（眞和会会長）
- 幹事長 - 斉藤 修（三代目眞龍会会長）
- 最高顧問 - 金子三吉（極東会最高顧問、金子興業組長）
- 常任顧問 - 佐々木勇吾（眞勇会総長）
- 常任顧問 - 高橋保行（極東会総本部事務局長・眞武会初代会長）
- 顧問 - 城山千秋（極東会渉外委員長・眞侠会総長）
- 顧問 - 昌 國雄（極東会慶弔委員長・二代目真誠会会長・二代目昌栄会総裁）
- 常任相談役 - 宮下貢一（極東会統括委員長・眞晃会会長）
- 常任相談役 - 西 一男（極東会執行部・松心会総長）
- 相談役 - 久保田昌雄（二代目松成会会長）
- 相談役 - 松浦勝人（二代目真誠会副会長・信州松前屋桜井五代目）
- 渉外委員長 - 山本 勝（二代目松和会会長）
- 運営委員長 - 雨貝英男（二代目眞勇会会長）
- 事務局長 - 藤井雅海（三代目中津川会会長）
- 会長付 - 棚町義正（森本五代目）
- 本部長補佐 - 當麻龍浩（眞侠会本部長）
- 幹事長補佐 - 萩原一夫（二代目真誠会本部長）
- 組織委員長補佐 - 山本 剛
- 渉外委員長補佐 - 柳 哲也（二代目真誠会幹事長・二代目昌栄会会長）
- 渉外委員長補佐 - 服部 順（眞晃会本部長）
- 渉外委員長補佐 - 中林一元
- 運営委員長補佐 - 金子真樹
- 運営委員長補佐 - 小林 旭
- 事務局次長 - 増村亮介（二代目眞勇会幹事長）